# Garveia crassa
Garveia crassa is een hydroïdpoliep uit de familie Bougainvilliidae. De poliep komt uit het geslacht Garveia. Garveia crassa werd in 1923 voor het eerst wetenschappelijk beschreven door Stechow. 